# Gmina Kiili
Gmina Kiili (est. Kiili vald) − gmina wiejska w Estonii, w prowincji Harjumaa. Powierzchnia gminy wynosi 100,88 km². Jest zamieszkana przez 6 165 osób (2022).
W skład gminy wchodzi:
- 1 miasto: Kiili
- 2 miasteczka: Kangru, Luige
- 13 wsi: Arusta, Kurevere, Lähtse, Metsanurga, Mõisaküla, Nabala, Paekna, Piissoo, Sausti, Sookaera, Sõgula, Sõmeru, Vaela